# Youdo
YouDo.com («Юду ком») — российский сервис, который позволяет находить с помощью веб-версии и мобильных приложений исполнителей для решения бытовых и бизнес-задач.
Доступ к сервису осуществляется через веб-сайт и с помощью мобильного приложения (платформы iOS и Android).

## История
Изначально YouDo был краудсорсинг-площадкой, где можно было создавать онлайн-конкурсы и находить решения для различных рекламных задач. Например, снять любительский ролик с банкой холодного чая или шоколадным батончиком. Заказчики за небольшие деньги получали огромное количество уникального брендированного контента, клиентами youdo.ru были крупные бренды. Сервис зарабатывал на комиссии за оказание услуг и привлечение трафика. Однако, со временем и основатели, и команда стали уставать от однообразных задач и поняли, что делают что-то не то. Им хотелось, чтобы сервис был полезен пользователю, и тот был готов за это платить. В новом формате сервис был перезапущен  3 апреля 2012 года в Москве и Московской области. Идея создания сервиса услуг в том виде, в каком он существует сейчас, пришла к сооснователям YouDo, Денису Кутергину и Алексею Гидириму, благодаря двум случаям из жизни. Однажды Денис заказал джинсы на eBay, но ему доставили не тот размер. Он связался с продавцом, и ответ его удивил: продавец собирался бесплатно отправить в Россию джинсы нужного размера, только чтобы не оставляли плохой отзыв о его работе. Позже выяснилось, что значительную долю продаж на сервисе делают продавцы с бейджем «Top Rated», а из-за негативного отзыва можно лишиться его и потерять в продажах. Денис тогда не мог представить, что через год получит подобный отклик от одного из исполнителей YouDo, который из-за своего опоздания предложит выполнить задание бесплатно и не портить себе рейтинг.  Другой случай произошел, когда предприниматель съезжал со съемной квартиры и заказал генеральную уборку. Денис разместил заказ на доске объявлений, и ему начали звонить десятки людей с предложениями. Было невозможно понять, кого из них выбрать. Благодаря такому пользовательскому опыту родилась идея создать на рынке бытовых услуг сервис, который бы помогал выбирать специалистов с проверенными данными и подтвержденными отзывами, повышал к ним доверие пользователей и создавал сообщество профессионалов, зарабатывающих на любимом деле. Эта концепция легла в основу YouDo. Алексей и Денис остановились на бизнес-модели, при которой можно опубликовать задание, получить отклики от исполнителей и найти людей, которые его выполнят. Миссия сервиса состоит в том, чтобы помогать людям улучшать качество жизни и экономить ресурсы.
Осенью 2012 года было запущено приложение YouDo для мобильных устройств, работающих на платформе iOS и Android.  С 4 марта 2013 года сервис заработал в Санкт-Петербурге. В сентябре 2017 года сервис объявил об официальном запуске в Казани, в октябре — в Нижнем Новгороде, в ноябре — в Екатеринбурге. В 2018 год сервис разрешил создавать и принимать задания в любой точке мира.
Изначально пользователи могли публиковать задания только в двух категориях: «Уборка и помощь по хозяйству» и «Курьерские услуги». За время работы сервиса их количество значительно расширилось — на данный момент на YouDo.com насчитывается 16 категорий услуг, среди которых:
1. «Курьерские услуги»,
2. «Ремонт и строительство»,
3. «Грузоперевозки»,
4. «Уборка и помощь по хозяйству»,
5. «Виртуальный помощник»,
6. «Компьютерная помощь»,
7. «Мероприятия и промоакции»,
8. «Дизайн»,
9. «Web-разработка»,
10. «Фото и видеоуслуги»,
11. «Установка и ремонт техники»,
12. «Красота и здоровье»,
13. «Ремонт цифровой техники»,
14. «Юридическая помощь»,
15. «Репетиторы и обучение»,
16. «Ремонт транспорта».

## Функциональность сервиса
Функциональность сервиса делится на две части: для заказчиков и исполнителей. Заказчики могут публиковать задания в шестнадцати категориях. Для публикации заданий можно использовать веб-версию или приложения для мобильных устройств на базе iOS и Android.
Заказчики самостоятельно определяют стоимость задания, исходя из личных возможностей и ориентируясь на прейскурант, опубликованный на сайте. Исполнители могут согласиться на эту сумму, либо предложить свои расценки. В феврале 2013 года появилась возможность оплачивать работу исполнителей наличными (до этого момента пользователи могли платить только онлайн через сервис). В июле 2013 года администрация сервиса полностью отключила расчёты между заказчиком и исполнителем внутри сервиса. С апреля 2013 года стало возможно создавать задания с открытой ценой, что может быть полезно в случае затруднений при определении стоимости выполнения задания. После публикации задания заказчик получает предложения от исполнителей и делает выбор в пользу одного из специалистов. По завершении сделки заказчик оставляет отзыв о работе исполнителя. С начала 2016 года была запущена система платных предложений, направленная на упрощение коммуникации заказчика с исполнителем.
Откликаться на задания на YouDo.com могут только те пользователи, которые имеют верифицированный профиль (такие аккаунты в системе помечены зелёной галкой). Исполнители получают SMS- и push-уведомления о новых заданиях.
По состоянию на сентябрь 2019 года на YouDo.com насчитывается более 7 млн пользователей, среди которых около 2 млн исполнителей. Число публикуемых ежедневно заданий составляет более 6000. Большая часть заданий размещается и выполняется в Москве и Санкт-Петербурге. На фриланс-услуги, выполнение которых не зависит от местонахождения заказчика и исполнителя, приходится около 30% всех заказов.
По итогам 2018 года оборот заданий на YouDo.com составил 8,7 млрд рублей.

## Исполнители
Все исполнители, которые имеют право откликаться на задания, проходят процедуру верификации, которая включает в себя обязательное заполнение информации в разделе «Личная информация» (ФИО, дата рождения, e-mail, номер телефона, аккаунты в социальных сетях и т. д.), прохождение теста на знание правил сервиса и проверку документов. Процедура верификации и идентификации новых исполнителей происходит с помощью нейронных сетей и интеллектуальных данных от стартапа Sum&Substance.Dth. Проверка документов является добровольной: исполнители, которые хотят получить значок «Проверенный» и занять более высокие позиции в рейтинге, дополнительно проходят онлайн-проверку паспорта и второго документа (водительское удостоверение или СНИЛС). Проверка подтверждает, что документы действительны, не потеряны и еще действуют.
Около 20 % исполнителей (март 2017 года) имеют статус индивидуального предпринимателя (ИП) и могут выполнять бизнес-задания, сотрудничая с компаниями. Тем, кто еще не зарегистрировал ИП или юридическое лицо, банк-партнер YouDo.com предлагает эксклюзивный тариф на обслуживание в банке на выгодных условиях и помощь в оформлении статуса индивидуального предпринимателя или компании.
Исполнители YouDo.com привлекались к организации и работе на таких крупнейших мероприятиях Москвы, как музыкальный фестиваль Пикник «Афиши», конференция Russian Internet Week, фестиваль «Яркие люди», конкурс День строителя в OBI и других.

## Победы и награды
18 октября 2012 года проект получил свою первую награду. Сервис YouDo.com стал победителем конкурса «Золотой сайт» в номинации «Стартап».
В начале ноября 2012 года YouDo.com вошёл в число полуфиналистов конкурса стартапов Forbes, получил возможность на протяжении семи месяцев вести блог на сайте этого СМИ. 21 ноября того же года получил статуэтку в номинации «Здоровье, развлечение и отдых» конкурса «Премия Рунета». В июне 2013 были подведены итоги конкурса стартапов Forbes, сервис YouDo.com занял третье место. Также проект стал призёром конкурса New Business Idea 2012 и «Битвы мобильных стартапов» от Nomobile, которая проходила на конференции RIW-2012.
В декабре 2012 года YouDo.com вошёл в топ-50 российских стартапов по версии PricewaterhouseCoopers и Digital October с высшей оценкой инвестиционной привлекательности.
В 2012 году YouDo.com был отобран для участия в программе Microsoft Startup Accelerator и BizSpark. 14 марта 2013 года YouDo получил грант от проекта Start Fellows.
В 2017 году приложение YouDo вошло в список лучших в номинации «Тренды года» в App Store. По данным сервиса за 2018 год, больше половины заказчиков пользовались YouDo с помощью мобильных приложений.
В 2019 году Сервис YouDo.com занял двадцатую позицию в рейтинге «20 самых дорогих компаний Рунета — 2019», опубликованном журналом Forbes. По оценкам экспертов стоимость компании в 2019 году составила 88 миллионов долларов.

## Бизнес-модель
С момента запуска до февраля 2013 года YouDo.com взимал комиссию в размере 10 % с каждого задания. В феврале комиссия для заданий, которые оплачиваются через сервис, была снижена до 4 %. Также пользователи получили возможность оплачивать задания наличными. До конца 2015 года сервис взимал с исполнителей комиссию от 5 до 15 % в зависимости от стоимости задания: чем выше стоимость, тем ниже комиссия. С января 2016 года YouDo.com перевел всех исполнителей на новую систему — платных предложений, при которой исполнители платят за каждое оставленное заказчику предложение, а комиссия по факту выполненной работы с них не взимается. В отличие от бизнес-модели, принятой стандартом на госзакупках, исполнителям, которые не выиграли конкурс, внесенный депозит компанией не возвращается.
Помимо оплаты наличными, пользователи сегодня могут сотрудничать посредством «Сделки без риска». Сделка без риска позволяет удобно и безопасно оплачивать и получать деньги за задания на банковскую карту. Стоимость задания списывается с банковской карты заказчика и хранится на специальном счете в платежной системе. Когда обе стороны подтверждают, что работа успешно выполнена, деньги поступают на банковскую карту исполнителя. Если задание не выполнено, сумма гарантированно возвращается заказчику.
Помимо С2С-сегмента YouDo.com также работает в сегменте B2B. Так, в конце 2012 года банк ВТБ 24 на основе технологий сервиса запустил рекламную кампанию, в рамках которой пользователи могли бесплатно разместить задание. В сентябре 2017 года YouDo.com официально объявил о начале работы с юридическими лицами и индивидуальными предпринимателями. Теперь создавать и выполнять задания на YouDo.com могут не только частные лица, но и компании, а также индивидуальные предприниматели. Заказчик самостоятельно размещает задания и отбирает исполнителей по традиционной схеме. По окончании отчетного периода заказчик получает все необходимые документы в порядке, предусмотренном договором. Выполнять бизнес-задания на YouDo.com могут только индивидуальные предприниматели или юридические лица. Среди клиентов YouDo.com также компании QIWI, BoConcept, Philips, центр Digital October, «Додо Пицца», благотворительный фонд «Живи», «Объединённые кондитеры» и другие.

## Инвестиции
2 октября 2013 года представители сервиса YouDo.com объявили о первых привлеченных инвестициях от инвестиционного фонда Flint Capital. Их размер составил 1 миллион долларов.
Весной 2014 год от «Яндекса», который ещё в 2013 году собирался запускать аналогичный YouDo.com сервис, поступило предложение об инвестициях. В сентябре 2014 года, когда запустился «Яндекс. Мастер», YouDo.com три месяца был его партнером, передавая часть заказов своим исполнителям. При этом, обе стороны заключили договоренность о том, что «Яндекс» купит небольшую долю проекта и получит опцион на консолидацию 100 % в течение трех лет. Однако, в конце 2014 года проект "Яндекс.Мастер" был закрыт, так и не сумев решить главную задачу: привлечения и удержания пользователей. Сделка не состоялась. 
Так, второй инвестиционный раунд завершился в конце 2014 года. Его участниками стали фонд UCP, Сергей Солонин (CEO Qiwi), Фонд Flint Capital, который уже инвестировал в проект 1 млн $ на первом раунде, а также Алексей Гидирим.
Новый инвестиционный раунд в размере 6,2 млн $ был закрыт в июне 2016. Лид-инвестором выступил фонд Sistema Venture Capital, в раунде также приняли участие текущие инвесторы — владелец Qiwi Сергей Солонин, фонды Flint Capital и UCP. Средства будут направлены на расширение географии бизнеса.
В середине сентября 2018 году YouDo.com привлек новый раунд инвестиций в размере 17 млн $. Лид-инвестором выступило ПАО «МТС» (NYSE: MBT, MOEX: MTSS), крупнейший российский телекоммуникационный оператор и провайдер цифровых услуг, вложив 12 млн $. Также в раунде приняли участие текущие акционеры.
В ноябре 2021 года HeadHunter инвестировал в YouDo 5 млн долларов в обмен на 9,91% акций компании и опцион на покупку еще 46,89% акций.

## Исследование компании YouDo.com
Ежегодно YouDo.com проводит внутреннее исследование пользователей. Средний возраст исполнителя в 2013 году колебался в промежутке от 18 до 25 лет (45,5 %), однако, к 2015 году этот показатель вырос — на данный момент 45,3 % исполнителей находятся в возрасте от 25 до 34 лет. Рынок бытового фриланса «взрослеет» и отходит от стереотипа чисто студенческой подработки.
Тенденцию к «взрослению» исполнителей можно проследить и в уровне их образования: если в 2013 году людей с высшим образованием было зарегистрировано на сервисе всего 24 %, то в 2015 этот показатель увеличился больше, чем в два раза — до 50,1 %. Количество исполнителей-мужчин также увеличилось с 68,5 % до 79,9 %. Средний чек услуги вырос с 1500 рублей (2013 год) до 2500 в 2015 году. Средний чек по итогам 2017 года — уже 4600 рублей.
Сегодня исполнитель YouDo.com тратит на удаленную работу в среднем 25 часов (по данным, основанным на 33,3 %, кто работает менее 25 часов и 31,3 % — от 25 до 40 часов), хотя два года назад среднее время, выделенное на самозанятость, составляло 28 часов. Этот интересный факт говорит о том, что на сегодняшний день большинство исполнителей уже имеют постоянное место работы, что и объясняет показатели (44,1 % фрилансеров на YouDo.com имеют одно место работы или несколько, а более половины всех респондентов, 52,7 %, относят себя к трудоустроенным специалистам или владельцам бизнеса).
В ноябре 2016 года был представлен репорт «Поколение мобайл, или что происходит с рынком труда» , посвященный современному российскому рынку труда и перспективам развития самозанятости в России. Он подготовлен на основе аналитических данных YouDo.com, РАЭК, РАНХиГС, Google, ePayment и др., и подкреплен работами авторитетных институтов и исследовательских групп, свидетельствующими о неизбежном росте числа самозанятого населения и его агрегации вокруг онлайн-бирж талантов или услуг.

## Критика
Компания подверглась широкой критике после того как в январе 2016 года был произведён переход на новую систему оказания услуг. Если же ранее исполнитель услуг платил с каждого выполненного задания комиссию в 15 % от полученных денег, то теперь, YouDo были введены ряд заданий без уплаты комиссии, но с фиксированной ценой в размере 20—60 рублей за размещение предложения к заданию. В 2017—2018 годах размеры комиссий в разных категориях заданий были увеличены в среднем на 30 %. Подобные изменения вызвали многочисленные нарекания от исполнителей, варьирующиеся от пожеланий доработки сервиса и до обвинения его в скрытом мошенничестве. Однако множество пользователей приобретают пакеты предложений и получают возможность оставлять отклики на задания безлимитно в течение 15, 30 или 90 дней. Это оказывается, по мнению исполнителей, намного выгоднее.
Новая система вызвала огромное недовольство среди исполнителей. Во-первых, ежедневно создаётся множество заданий с новых аккаунтов без отзывов. Исполнители оставляют предложения под этими заданиями, в итоге заказчик пропадает, исполнитель не выбран, а деньги — слиты... Чтобы понять масштабы недовольства, я тоже создала задание, в котором попросила других исполнителей оставлять комментарии, если они согласны с тем, что это сплошной грабёж, и менее, чем за 15 минут, до того как задание было удалено, я получила более 90 комментариев недовольных исполнителей.
В 2018 году на сервисе была заблокирована возможность для исполнителей общаться с заказчиками через комментарии. Потенциальные исполнители вынуждены откликаться на задания с нечеткими условиями «вслепую». Также у исполнителя отсутствует возможность увидеть сколько предложений к заданию и с какими условиями. Помимо этого, исполнитель не видит, ознакомился ли заказчик с его предложением в принципе. Таким образом, к 2018 году на сервисе сложилась ситуация абсолютной «непрозрачности», когда сформировалась почва для возможных злоупотреблений со стороны сервиса, факт или отсутствие которых не представляется возможным проверить. Так как размещая предложение к заданию исполнитель автоматически соглашается, что комиссия не будет ему возвращена ни при каких обстоятельствах, стала возможна реализация следующих сценариев:
- создание от лица не имеющих отзывов заказчиков заданий, привлекающих большое число желающих их выполнить и платящих комиссию за размещение предложения, но исполнитель по таким заданиям никогда не выбирается и задание уходит в архив;
- задержка во времени между размещением предложения к заданию и предоставлением заказчику возможности просмотра этих предложений — наиболее интересные задания могут собрать таким образом максимум предложений;
- задержка во времени между размещением предложения к заданию и сменой статуса задания на «Выполняется» — задания, в которых уже выбран исполнитель, могут еще некоторое время пребывать в статусе «Открытое» и продолжать собирать для сервиса комиссию от предложений;
- возможность создания заданий от лица реальных исполнителей с последующей отменой этих заданий;
- создание нескольких одинаковых заданий от имени одного заказчика — исполнители не видят, что есть дубликаты заданий и охотно оставляют предложения, комиссия собирается по всем дубликатам задания, хотя очевидно, что исполнитель может быть выбран только в одном задании;
- участились случаи ошибочного размещения заданий заказчиками в более дорогих с точки зрения комиссии категориях.